# Vlajka Magallanes a Chilské Antarktidy

Vlajka Magallanes a Chilské Antarktidy
Poměr stran: 2:3

Vlajka Magallanes a Chilské Antarktidy, jednoho z chilských regionů, který si nárokuje i území v Antarktidě (sektor mezi 53° a 90° západní délky, na které jsou však dle Antarktického smluvního systému pozastaveny veškeré nároky suverénních států), je tvořena listem o poměru stran 2:3, který je vodorovně rozdělen bílým pilovitým pruhem na dvě pole: horní, (nebesky) modré, a dolní, žlutěokrové. V horním je umístěno pět bílých pěticípých hvězd (4 velké a jedna menší) uspořádaných do podoby souhvězdí Jižního kříže.
Souhvězdí odkazuje na jižní domácí obyvatelstvo, žlutě okrová barva je typická pro stepní vegetaci oblasti, symbolizuje půdu, bohatství a nerostné zdroje země. Bílý pilovitý proužek symbolizuje sníh na horizontu a antarktická pohoří.

## Historie
Oblast, respektive ústí Magalhãesova průlivu mezi Ohňovou zemí a dnešním Chile, objevil 21. října 1520 portugalský mořeplavec Fernão de Magalhães (španělsky Magallanes), podle něhož je chilský region (vznikl v roce 1974) pojmenován.
Vlajku (společně se znakem) přijala Oblastní rada 12. září 1996. Symboly byly zavedeny uveřejněním ve sbírce zákonů 5. února nebo dubna 1997.